# Цола Драгойчева
Цола Нинчева Драгойчева (Соня) с псевдоним Анна Цветанова е български политик от Българската комунистическа партия. Участва във въоръжената нелегална дейност на БКП в началото на 20-те години на ХХ в., прекарва дълго време в затвора и в емиграция в Съветския съюз. След Втората световна война заема различни номенклатурни постове. Членка е на Политбюро на Централния комитет на БРП (к.) от 1941 до 1948 г. и на Политбюро на ЦК на БКП от 1966 до 1986 г.
На 11 декември 1947 г. става първата жена министър в историята на България.

## Биография
Цола Драгойчева е родена в град Бяла Слатина на 18 август (30 август нов стил) 1898 година. Членка е на Българска комунистическа партия от 1919 година. Завършва Висшия педагогически институт в София, след което става учителка. Заради участието си в Септемврийското въстание 1923 г. е осъдена на 15 години затвор и са ѝ отнети учителските права. След амнистията през 1924 г. е избрана за членка на областните ръководства на Военната организация на БКП в Русе, Варна и Пловдив.
След атентата в църквата Света Неделя (1925 г.) Цола Драгойчева е осъдена на смърт по Закона за защита на държавата, но изпълнението на присъдата е отложено, тъй като е бременна. На 25 декември 1925 г. в затвора се ражда синът ѝ, Чавдар Драгойчев, известен български хирург. През 1926 г. смъртната присъда е заменена с доживотен затвор, а през 1932 г. Драгойчева отново е амнистирана.
След освобождаването си от затвора Драгойчева заминава за СССР, където завършва Международната ленинска школа в Москва (1933 – 1936). Една година работи в Международния женски секретариат на Коминтерна. Завръща се в България през 1936 година, а през 1937 г. е избрана за членка на Централния комитет на Българска работническа партия (комунисти), каквато остава до 2 февруари 1990 г. От 1941 г. е членка на Политбюро на Централния комитет на БРП (к). Участва в Съпротивителното движение – 1941 – 44 г.
Цола Драгойчева участва във въоръжената съпротива на БРП (к) и ОФ срещу участието на България във Втората световна война на страната на Нацистка Германия. През август 1941 г. е арестувана и изпратена в концлагера Свети Никола, Асеновградско, където остава до декември същата година. В процеса срещу Централния комитет на БРП (к) (1942) е осъдена задочно на смърт по ЗЗД за втори път. В първите месеци след процеса тя и Антон Югов са единствените членове на Политбюро, останали на свобода, и играят важна роля във възстановяването на партийното ръководство. Като организационен секретар на централния комитет на БРП (к) през лятото на 1942 година оглавява, заедно с Кирил Драмалиев работата по изграждането на Отечествения фронт.
След 9 септември 1944 г. заема редица постове – главен секретар на Националния комитет на Отечествения фронт (1944 – 1948), председател на Българския народен женски съюз (1945 – 1950), министър на пощите, телеграфите и телефоните (1947 – 1957), председател на Националния комитет за защита на мира (1949 – 1952), председател на Общонародния комитет за българо-съветска дружба (1957 – 1977), а от 1977 г. – негов почетен председател и други. Член е на Политбюро на Централния комитет на БРП (к.) от 1941 до 4 януари 1948 г., когато става кандидат-член на Политбюро. От 19 април 1966 до 4 ноември 1986 г. отново е член на Политбюро на ЦК на БКП. Депутат в ХХVІ ОНС, VІ ВНС, ІІ-VII НС. Герой на социалистическия труд (1963). Герой на НРБ (1968).
Цола Драгойчева участва активно в ликвидирането на Никола Петков и Трайчо Костов, както и на много други т.нар. „врагове на народа“. По стечение на обстоятелствата тя се оказва в Кула в началото на Кулските събития през март 1951 година и се включва в усилията на режима да предотврати масовото разтуряне на ТКЗС-тата от жителите на селата в района. Тя е привърженик на идеята България да стане 16-а република на СССР. На пленум на Централния комитет на Българската комунистическа партия от 4 ноември 1963 г., в качеството си на член на Централния комитет и председател на Общонародния комитет за българо-съветска дружба, заявява: „Още веднъж споделям възторга и радостта да работя като комунист, където ме изпрати Партията, за минаването на нашата страна в общото семейство на Съветския съюз и да бъдем една от републиките на Съветския съюз“. . В изкуството и културата си спечелва името на цензор. Близка с Йосиф Кобзон. През 1971 г. получава Ленинска награда за мир от съветското правителство.
Мемоарите ѝ са най-подробният официален източник преди 1989 г. за положението на българите във Вардарска Македония по време и след Втората световна война и са изразител на позициите на БКП по македонския въпрос. Въпреки това мемоарите ѝ са смятани за неверни и тенденциозни и са подложени на силна критика от страна на лидера на ВМРО Иван Михайлов.
През януари 2016 г. всички общински съветници на Бяла Слатина единодушно приемат решение, според което централният площад на града се преименува на „Цола Драгойчева“ „заради огромния ѝ принос в развитието на града“.

## Награди
- Герой на Народна република България (1968)
- Герой на социалистическия труд (указ № 169 от 6 март 1963)[7]
- 5 ордена „Георги Димитров“ (1958, 1962, 1963, 1983)
- орден „Ленин“ (1968)
- Лауреат на международна Ленинска награда (1972)
- Заслужил деятел на съобщенията
- Дружба между народите
- Октомврийска революция